# Jango Edwards
Pour les articles homonymes, voir Edwards.
Jango Edwards est un clown et comédien américain, né le 15 avril 1950 à Détroit (Michigan, États-Unis) et mort le 4 août 2023 à Barcelone (Catalogne, Espagne). 
Installé en Europe depuis le début des années 1970, son style appartient au burlesque, voire au grotesque : du fait qu'il ne parle pas nécessairement les langues des pays dans lesquels il joue, ses spectacles sont principalement gestuels quoiqu'il lui arrive de prononcer quelques phrases dans son anglais natif, mais peu importe si elles sont incomprises par les spectateurs.

## Biographie
(août 2023).
Si vous disposez d'ouvrages ou d'articles de référence ou si vous connaissez des sites web de qualité traitant du thème abordé ici, merci de compléter l'article en donnant les références utiles à sa vérifiabilité et en les liant à la section « Notes et références ».
Stanley Ted Edwards naît le 15 avril 1950 à Détroit, dans le Michigan.
En 1970, lors d'une visite au Maroc, il découvre un livre du philosophe ésotérique russe Piotr Ouspenski qui l'inspire profondément. À l'issue de cette lecture, il choisit de s'investir dans la maîtrise de « l'art du clown », non pas en tant que profession, mais plutôt comme style de vie, une sorte de religion qu'il aime appeler « l'Église du sourire »[réf. nécessaire].
Sa première troupe, « The London Mome Company », fusionne par la suite avec « The London Black Theater Company », plus quelques étudiants de la Central School of Art and Design, pour former « The Friends Road Show », une communauté théâtrale avec des bases à Londres, Amsterdam et Détroit, qui aura connu la participation de quelque quatre cents membres. C'est cette organisation qui instaure le Festival international des fous à Amsterdam, chaque année de 1975 à 1984.
Au début des années 1980, il se produit avec succès en région parisienne, notamment au théâtre des Amandiers, puis au Splendid Saint-Martin de septembre 1987 à mai 1988 avec sa revue Garb-age. Son approche provocatrice, loin des numéros de clown traditionnels (il n'hésite pas, par exemple, à se mettre nu sur scène), attire immédiatement l'intérêt des médias et du public.

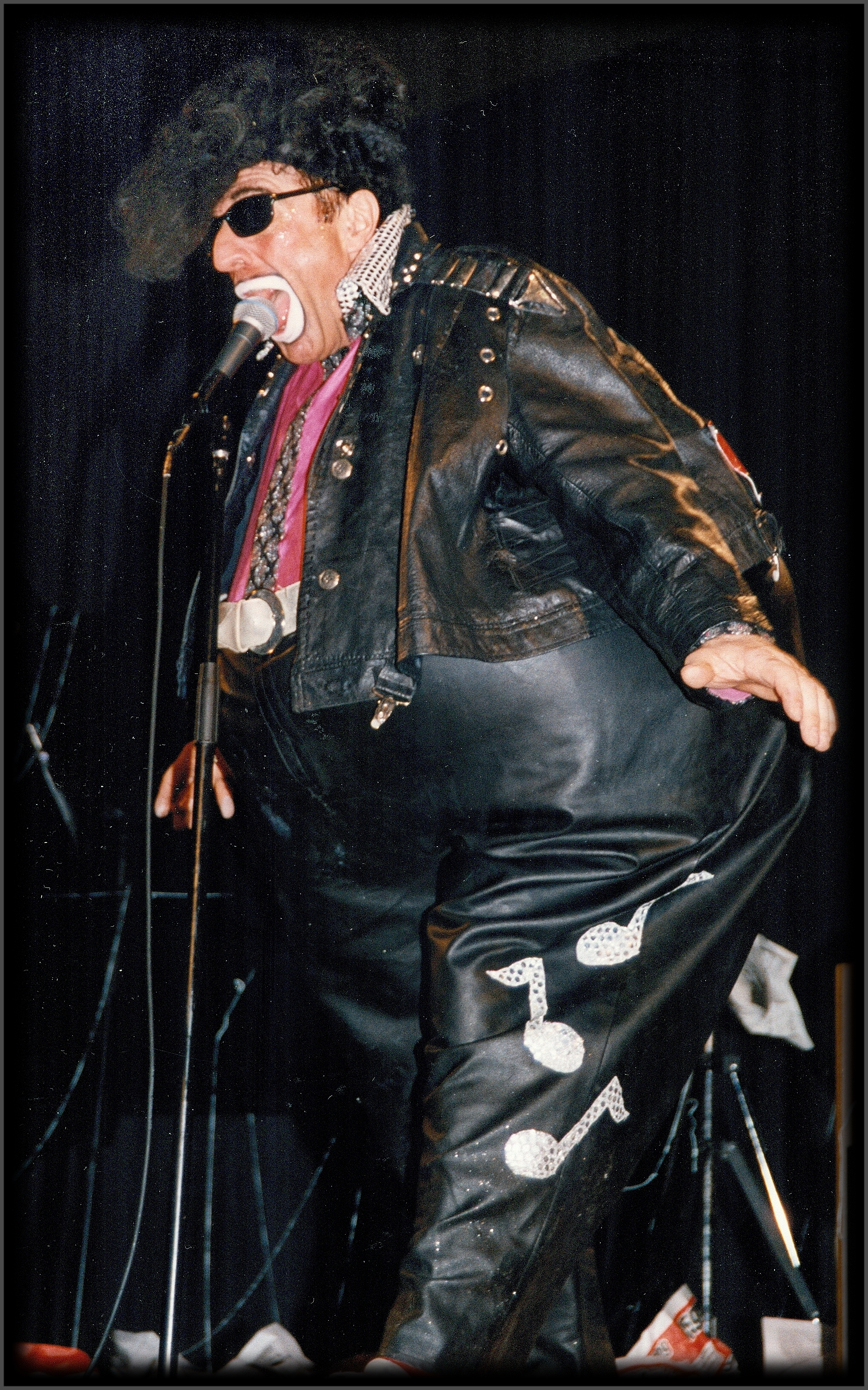
Jango Edwards en 1994.

Dans les années 1990, il est régulièrement invité aux émissions françaises Nulle part ailleurs au côté d'Antoine de Caunes et José Garcia et Coucou c'est nous ! de Christophe Dechavanne, où il se fait remarquer par ses frasques.
En 1990, il joue le rôle d'un chanteur de hard rock du groupe Les Attilas, dans le film de Didier Grousset et Richard Gotainer Rendez-vous au tas de sable.
En 1991, il se produit pendant plusieurs mois à La Cigale à Paris.
En 2000, il est associé au spectacle du cirque Roncalli pour une durée d'un an. 
En 2002, il tourne dans le court métrage Le Zéro de Georges Sebag avec Daniel Prévost et Philippe Khorsand. https://www.youtube.com/watch?v=TXLFKX2ijR4
En 2005, il participe à l'émission de télé-réalité française La Ferme Célébrités 2, sur TF1.
En 2007, il se produit notamment dans l'un des principaux cabarets de Barcelone. En 2009, sans le soutien de fonds publics, il crée à Barcelone le Nouveau Clown Institute, un centre de formation indépendant pour clowns , qui propose notamment des classes de maîtres (master class) pour clowns professionnels.
Le 28 octobre 2013, il est José Garcia sur le plateau du Grand Journal de Canal+ présenté par Antoine de Caunes, pour des retrouvailles explosives à base de pinces à linge, de peinture et de Danette au caramel.
En 2016, il se produit en France avec un nouveau spectacle Tous à l'asile, présenté en avant-première le 10 mars au Casino de Paris, suivi d'une tournée à travers le pays. En juillet de la même année, il joue au Festival d'Avignon avec sa partenaire Cristi Garbo. Ils se produisent à Paris à l’Apollo Théâtre pendant trois mois à partir du 7 novembre.

### Mort
Jango Edwards meurt le 4 août 2023 à Barcelone, des suites d'un cancer du pancréas, détecté quelques mois auparavant, et dont il savait l'issue fatale, selon son attachée de presse française,.

### Vie privée
Jango Edwards était marié à Cristi Garbo, également clown. Il est le père de deux garçons : Mickey et Turne Flynn dit DJ Turne, qu'il a eu avec la photographe Cindy Marler.

## Spectacles
- 1981 : Garb-age
- 1987-1988 : Jango Edwards, Le Splendid Saint-Martin
- 1991 : Jango Edwards, La Cigale
- 2016 : Tous à l'asile, Casino de Paris puis tournée

## Filmographie
- 1980 : What's the beef Rodo? de Jango Edwards
- 1988 : Gemini: The Twin Stars de Jacques Sandoz : Mike
- 1990 : Rendez-vous au tas de sable de Didier Grousset : le chanteur d'Attila
- 1992 : Le Retour des Charlots de Jean Sarrus : le chef des Black Machine
- 1995 : All Men Are Mortal d'Ate de Jong : Adelson
- 2000 : Le Zéro de Georges Sebag https://www.youtube.com/watch?v=TXLFKX2ijR4
- 2008 : Blindspot d'Adrian Bol : Virgil Ryan

## Discographie
- Live at the Melkweg (Milky Way Records, 1978)
- Clown Power (Ariola, 1980)
- Live in Europe (Polydor, 1980)
- Holey Moley (Silenz, 1991)

## Vidéographie
- 2004 : Jango Edwards: The Best of Jango (DVD)
- 2002: Le zéro un film de Georges Sebag https://www.youtube.com/watch?v=TXLFKX2ijR4

## Publications
- I Laugh You (Rostrum Haarlem, 1984)
- La Bible du clown (à paraître, 2023)